# Franz Ferdinand (музичка група)
Franz Ferdinand (транскр.  Франц Фердинанд) шкотска је инди рок група из Глазгова. Основана је 2002. године.

## Чланови групе

### Садашњи
- Алекс Капранос — главни вокали, гитара (2002—данас)
- Боб Харди — бас-гитара (2002—данас)
- Џулијан Кори — клавијатуре, гитара, пратећи вокали (2017—данас)
- Дино Бардо — гитара, пратећи вокали (2017—данас)
- Одри Тејт — бубањ, удараљке (2021—данас)

### Бивши
- Ник Макарти — гитара, клавијатура, пратећи вокали (2002—2016)
- Пол Томсон — бубањ, удараљке, пратећи вокали (2002—2021)

## Дискографија
| - (2004) - (2005) - (2009) - (2013) - (2018) - (2025) - (2009) - (2011) - (2014) | - (2003) - (2014) - (2022) - (2009) |

## Награде и номинације
- Награда Меркјури

| Година | Категорија   | Номиновано дело | Исход    |
| ------ | ------------ | --------------- | -------- |
| 2004.  | Албум године |                 | Освојено |

- Награде Греми

| Година | Категорија                        | Номиновано дело | Исход      |
| ------ | --------------------------------- | --------------- | ---------- |
| 2005.  | Најбољи албум алтернативне музике |                 | Номинација |
| 2006.  | Најбољи албум алтернативне музике |                 | Номинација |

- Награде Кју

| Година | Категорија           | Номиновано дело | Исход      |
| ------ | -------------------- | --------------- | ---------- |
| 2004.  | Најбољи нови извођач | —               | Номинација |
| 2004.  | Најбољи албум        |                 | Номинација |
| 2004.  | Најбоља песма        |                 | Номинација |
| 2004.  | Најбољи спот         |                 | Освојено   |

## Наступи у Србији
| Датум        | Место    | Простор                 | Напомене                 | Изв.        |
| ------------ | -------- | ----------------------- | ------------------------ | ----------- |
| 6. јул 2006. | Нови Сад | Петроварадинска тврђава | у оквиру фестивала Егзит | [ 1 ]       |
| 2. јул 2008. | Београд  | Београдска арена        | са групама и             | [ 2 ] [ 3 ] |